# جرم خورشیدی
جرم خورشیدی (به انگلیسی: solar mass) یک یکای استاندارد برای اندازه‌گیری جرم در اخترشناسی است. مقدار این یکا برابر با جرم خورشید است؛ (هر M☉ برابر با یک خورشید). از این یکا برای نشان‌دادن جرم ستارگان دیگر یا کهکشان‌ها، خوشه‌های ستاره‌ای، و سحابی‌ها نسبت به جرم خورشید، استفاده می‌شود. مقدار این یکا در اس‌آی (برحسب کیلوگرم) برابر است با:
M☉ = (۱٫۹۸۸۵۵±۰٫۰۰۰۲۵)×۱۰۳۰ kg و در
حدود (۲٬۰۰۰٬۰۰۰٬۰۰۰٬۰۰۰٬۰۰۰٬۰۰۰٬۰۰۰٬۰۰۰٬۰۰۰٬۰۰۰kilogram) است؛ و یا: {\displaystyle M_{\odot }=1.98892\times 10^{30}{\hbox{ kg}}}
از آنجا که زمین در یک مدار بیضوی به دور خورشید در حرکت است، جرم خورشیدی آن می‌تواند از معادله برای دوره مداری یک بدن کوچک که در حال چرخش به دور یک جرم مرکزی‌است، محاسبه شود. بر اساس طول سال، فاصله از زمین تا خورشید (یک واحد نجومی یا AU) و ثابت گرانش (G)، جرم خورشید توسط:
به دست آمده‌است.

## جرم خورشیدی در واحدهای دیگر
- هر جرم خورشیدی ۲۷٬۰۶۸٬۵۱۰ برابر جرم ماه است (ML)
- هر جرم خورشیدی ۳۳۲٬۹۴۶ برابر جرم زمین است (M⊕)
- هر جرم خورشیدی ۱۰۴٬۷۵۶ برابر جرم مشتری است (MJ)